# Manufacture d’orgues St.-Martin
Die Manufacture d’orgues St.-Martin S.A. (ehemals Neidhart & Lhôte) ist ein Orgelbauunternehmen aus Chézard-Saint-Martin, Kanton Neuenburg.
Das Unternehmen wurde 1963 von Joseph Neidhart und Georges Lhôte gegründet und hat bis 1982 rund 90 Instrumente konstruiert. Per 15. Juni 1982 wurde die Firma von drei Angestellten Neidharts übernommen und unter dem Namen Manufactures d’orgues St.-Martin S.A. ins Handelsregister des Kantons Neuenburg eingetragen.
François Matthey, Georges-Alain Aeschlimann und Jacques-André Jeanneret haben sich auf das traditionelle französische Orgelbauer-Handwerk konzentriert. So wird u. a. die mechanische Traktur favorisiert und auf die Verwendung von synthetischen Materialien konsequent verzichtet.

## Werkliste (Auswahl)
| Jahr      | Ort                   | Gebäude                            | Bild | Manuale | Register | Bemerkungen |
| --------- | --------------------- | ---------------------------------- | ---- | ------- | -------- | --- |
| 1967      | Kreuzlingen           | St. Ulrich und Afra                |      | II/P    | 13       | Chororgel im historischen Gehäuse → Orgel |
| 1967      | Tägerwilen            | Reformierte Kirche                 |      | II/P    | 20       | → Orgel |
| 1968      | Basel                 | Peterskirche                       |      | III/P   | 32       | im Gehäuse der Orgel von Johann Andreas Silbermann (1712) → Orgel |
| 1969      | Weiach                | Reformierte Kirche                 |      | II/P    | 16       | Neubau. Ersatz für die im Chor platzierte pneumatische Kuhn-Orgel von 1930 |
| 1970      | Andelfingen           | Reformierte Kirche Andelfingen     |      | II/P    | 28       | Neubau. Ersatz für die auf der Empore platzierte Kuhn-Orgel von 1943 |
| 1970      | Les Breuleux          | Saint-Joseph                       |      | II/P    | 28       | |
| 1970      | Zürich-Witikon        | Alte Kirche                        |      | II/P    | 15       | → Orgel |
| 1970      | Winterthur-Wülflingen | St. Laurentius                     |      | II/P    | 26       | → Orgel |
| 1970      | Brig                  | Reformierte Kirche                 |      | II/P    | 10       | → Orgel |
| 1971      | Bischofszell          | St. Pelagius                       |      | I/P     | 12       | verbunden mit der Hauptorgel von Albiez → Orgel |
| 1972      | Rüschlikon            | Reformierte Kirche                 |      | III/P   | 31       | |
| 1972      | Luzern                | Matthäuskirche                     |      | III/P   | 39       | 1972 im neobarocken Stil durch Georges Lhôte intoniert; 2006 revidiert durch Metzler (klangliche und mechanische Anpassungen, zwei neue Register). Steht auf einer Empore über den Kircheneingang → Orgel |
| 1973      | Thun                  | St. Martin                         |      | II/P    | 23       | → Orgel |
| 1974      | Walenstadt            | St. Luzius und Florinus            |      | II/P    | 23       | [ 1 ] |
| 1974      | Freiburg im Üechtland | St. Nikolaus                       |      | IV/P    | 61       | Restaurierung und teilweise Rekonstruktion der Hauptorgel |
| 1980      | Aarburg               | Reformierte Kirche                 |      | III/P   | 29       | → Orgel |
| 1982      | Hausen AG             | Reformierte Kirche                 |      | II/P    | 14       | → Orgel |
| 1983–1984 | Delémont              | Saint-Marcel                       |      | III/P   | 39       | [ 2 ] |
| 1985      | Genf                  | Conservatoire de musique de Genève |      | III/P   | 46       | |
|           | Sendai, Japan         | Miyagi-College                     |      | III/P   | 26       | |
| 1986      | Nürensdorf            | Oswaldkapelle                      |      | I/P     | 5        | → Orgel |
| 1986      | Saint-Imier           | Ehemalige Kollegiatkirche          |      | IV/P    | 40       | Spanische Trompeten |
| 1991      | Romainmôtier VD       | privat                             |      | III/P   | 42       | Restaurierung und Entfeuchtung der Orgel Albert Alain, Vater von Marie-Claire Alain und Jehan Alain. |
| 1992      | Genf                  | Notre-Dame de Genève               |      | III/P   | 41       | |
| 1993      | La Chaux-de-Fonds     | Konservatorium                     |      | IV/P    | 27       | mit Grand-orgue, Positif, Récit expressif und Solo; mechanische Spiel- und Registertrakturen |
| 1996      | Neuenburg NE          | Église Collégiale                  |      | IV/P    | 41       | „Luftkissenorgel“ → Orgel |
| 2009      | Dombresson            | Temple de Dombresson               |      | II/P    | 27       | [ 4 ] |
| 2011      | Chézard-Saint-Martin  | St-Martin                          |      | III/P   | 27       | [ 5 ] |